# Theo Wormland-Stiftung
Die Theo Wormland-Stiftung ist eine deutsche Stiftung mit Sitz in München, die als Mäzenin Museen, wie zum Beispiel die Bayerischen Staatsgemäldesammlungen, die Pinakothek der Moderne und das Sprengel Museum sowie Altenpflegeeinrichtungen im Freistaat Bayern fördert.

## Geschichte

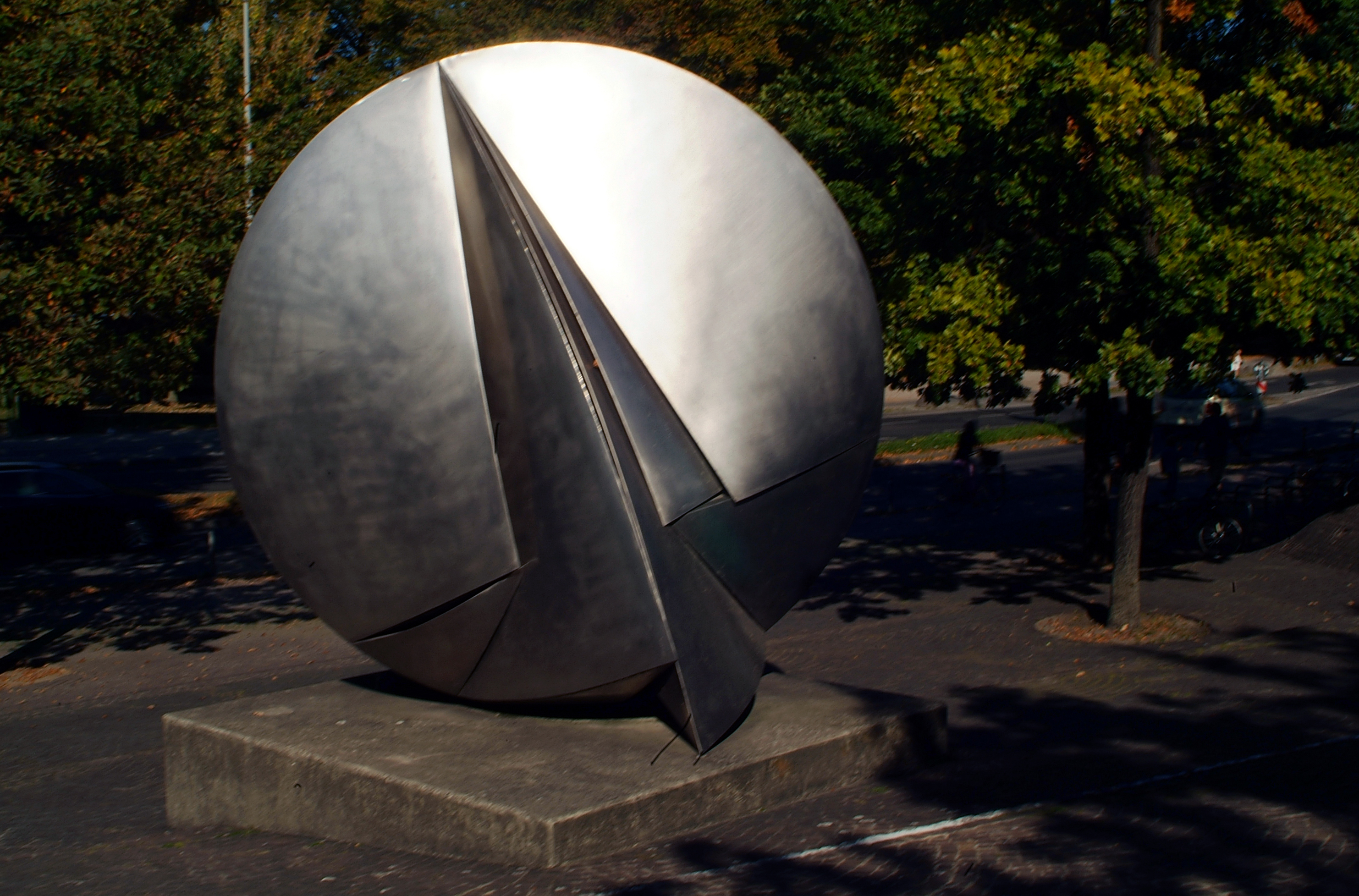
Von der Stiftung finanzierte Skulptur Stahl 5 81 von Erich Hauser vor dem Sprengel Museum Hannover

Bereits 1977 übereignete der Unternehmer Theo Wormland (1907–1983) dem Sprengel Museum mehrere Werke aus seiner Sammlung. Die Theo Wormland Stiftung GmbH wurde im Jahr 1982, kurz vor dem Tode von Theo Wormland, in München gegründet und war bis 2015 die Muttergesellschaft der Wormland Unternehmen. Nach dem Verkauf der unternehmerischen Tätigkeiten an die Ludwig Beck AG hat die Stiftung in einer Pressemitteilung zugesichert, die mäzenatischen und sozialen Aufgaben fortzuführen.  Mit finanziellen Unterstützungen trug sie wesentlich zur Realisierung des Neubaus der Pinakothek der Moderne bei. Sie ermöglichte ferner umfangreiche Neuerwerbungen der Sammlung Moderne Kunst. Dazu gehören Meisterwerke des Surrealismus, darunter Arbeiten von Salvador Dalí, Max Ernst und René Magritte; Theo Wormland brachte seine Sammlung ein.
Die Stiftung fördert ferner Ausstellungen, finanziert Publikationen und lobte zwischen 1982 und 2001 alle zwei Jahre den mit 50.000 Euro dotierten Theo Wormland Kunstpreis aus.
2013 erregte die Stiftung durch die Schenkung der privaten Kunstsammlung des Unternehmers an die Pinakothek der Moderne in München Aufmerksamkeit. Die Sammlung zählt zu den deutschen Sammlungen des Surrealismus und war zuvor 30 Jahre Dauerleihgabe an die Pinakothek.

## Ausstellung
- 2013: Traum-Bilder. Ernst, Magrittem Dalí, Picasso, Antes, Nay... Die Wormland-Schenkung, Pinakothek der Moderne, München. Katalog.

## Theo Wormland Kunstpreis (Auswahl)
- 1983: Ursula Schultze-Bluhm zusammen mit Bernard Schultze
- 1984: Doris Schmidt
- 1985: Götz Adriani
- 1990: Wolfgang Pehnt
- 1992: Museum der bildenden Künste[7]
- 2001: Jean-Christophe Ammann